# 24's
24's è un brano musicale del rapper statunitense T.I., tratto dall'album Trap Muzik. Il singolo ha raggiunto la 78ª posizione di Billboard Hot 100 nel 2003. Il brano fa parte della colonna sonora ufficiale del videogioco Need for Speed: Underground.

## Remix
- "Hypnotized 24's" (T.I. feat. Three 6 Mafia & Big Kuntry King)
- "44's & Calicos" (T.I. feat. Young Buck, 50 Cent & P$C)

## Classifiche
| Classifica (2003)                    | Posizione più alta |
| ------------------------------------ | ------------------ |
| U.S. Billboard Hot 100               | 78                 |
| U.S. Billboard Hot R&B/Hip-Hop Songs | 27                 |
| U.S. Billboard Hot Rap Tracks        | 15                 |